# Indiscrète-Klasse
Die Indiscrète-Klasse war eine Klasse von zwei Fregatten der französischen Marine, die von 1767 bis 1784 in Dienst stand.

## Allgemeines
Die Klasse wurde von dem Schiffbauingenieur Jean-Hyacinthe Raffeau entworfen und zwischen März 1766 und August 1767 bei Indret gebaut. Sie gehörte dem Typ Frégates de 12 an und stellte eine verlängerte Version der 32-Kanonen-Fregatte Boudeuse dar. Zwei weitere Einheiten (Amour und Psyché), mit einer Bewaffnung aus 8-Pfünder-Kanonen, wurden 1766 geordert, welche zuerst in Nantes und ab 1767 in Brest gebaut werden sollten, aber 1769 storniert wurden.

## Einheiten
| Name       | Bauwerft | Kiellegung | Stapellauf    | Indienststellung | Verbleib |
| ---------- | -------- | ---------- | ------------- | ---------------- | --- |
| Indiscrète | Indret   | März 1766  | 14. März 1767 | August 1767      | Im April 1780 zu einem Transportschiff (Armer en flûte) umgerüstet, im März 1784 aufgegeben                           |
| Sensible   | Indret   | März 1766  | 15. März 1767 | August 1767      | Im April 1780 zu einem Transportschiff (Armer en flûte) umgerüstet, ab August 1780 Ponton in Lorient, 1789 aufgegeben |

## Technische Beschreibung
Die Klasse war als Batterieschiff mit einem durchgehenden Geschützdeck konzipiert und hatte eine Länge von 42,23 Metern (Geschützdeck), eine Breite von 10,72 Metern und einen Tiefgang von 5,36 Metern bei einer Verdrängung von 600/1050 Tonnen. Sie waren Rahsegler mit drei Masten (Fockmast, Großmast und Kreuzmast). Der Rumpf schloss im Heckbereich mit einem Heckspiegel, in den eine Galerie integriert war, die in die seitlich angebrachten Seitengalerien mündeten.
Die Besatzung hatte eine Stärke von 257 Mann (7 Offiziere und 250 Unteroffiziere bzw. Mannschaften). Die Bewaffnung der Klasse bestand aus 34 Kanonen.
|        | Batteriedeck    | Backdeck | Achterdeck    | Geschütze (Geschossgewicht) |
| ------ | --------------- | -------- | ------------- | --------------------------- |
| Design | 28 × 12-Pfünder | –        | 6 × 6-Pfünder | 34 Kanonen (91,05 kg)       |

## Bemerkungen
1. ↑  Bei der Berechnung des Gewichtes einer Breitseite kann es zu Unterschieden kommen, da in der damaligen Zeit ein Pfund, je nach Land, unterschiedliche Gewichtswerte hatte. Das französische Livre hatte z. B. ein Gewicht von 489,506 Gramm während das englische Pound ein Gewicht von 453,592 Gramm hatte.